# Północna Izba Gospodarcza w Szczecinie
Północna Izba Gospodarcza w Szczecinie – organizacja samorządu gospodarczego działająca na podstawie ustawy z dnia 30 maja 1989 r. o izbach gospodarczych. Północną Izbę Gospodarczą utworzyli przedstawiciele firm, aby działać na rzecz przedsiębiorstw z regionu. Zrozumienie potrzeb biznesu oraz świadomość najnowszych trendów sprawia, że oferty korzystają zarówno małe, w tym jednoosobowe firmy, jak i duże przedsiębiorstwa. Współpraca z Izbą daje każdemu podmiotowi wiele korzyści.

## Przypisy

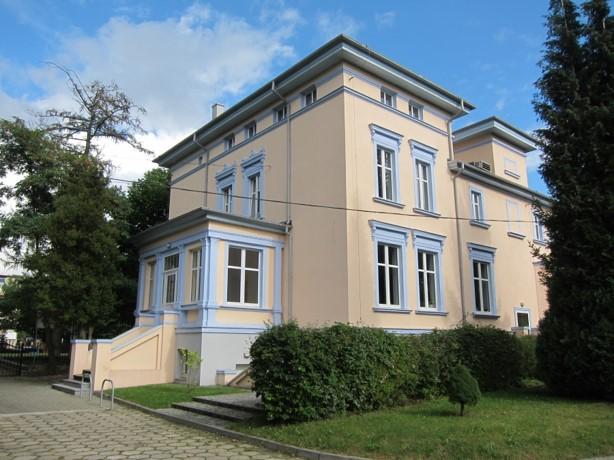
Gmach Północnej Izby Gospodarczej

## Historia
Północna Izba Gospodarcza powstała w 1997 roku w Szczecinie z inicjatywy 60 firm. Od początku istnienia utrzymuje stałe kontakty z ponad 150 organizacjami o podobnym profilu działalności, funkcjonującymi na terenie Polski oraz Europy. Dynamiczny rozwój i pozyskiwanie nowych członków usytuowało Izbę na pozycji największej izby gospodarczej w Polsce.

## Zasięg terytorialny
Północna Izba Gospodarcza systematycznie powiększa również terytorialny zasięg swoich działań. Oddziały Północnej Izby Gospodarczej znajdują się już w sześciu miastach: Świnoujściu, Koszalinie, Wałczu, Myśliborzu, Choszcznie oraz Dębnie.